# Shibasaki Kosei
Shibasaki Kosei (柴崎 晃誠 Shibasaki Kōsei, sinh ngày 28 tháng 8 năm 1984 ở Nagasaki) là một cầu thủ bóng đá người Nhật Bản thi đấu cho Sanfrecce Hiroshima ở J. League Division 1.
Vào tháng 6 năm 2011, Shibasaki được triệu tập để trở thành một phần của đội hình Nhật Bản đối mặt với Peru, mặc dù anh không được ra sân.

## Thống kê sự nghiệp
Cập nhật đến ngày 23 tháng 2 năm 2017.
| Thành tích câu lạc bộ | Thành tích câu lạc bộ | Thành tích câu lạc bộ | Giải vô địch | Giải vô địch | Cúp                   | Cúp                   | Cúp Liên đoàn | Cúp Liên đoàn | Châu lục | Châu lục  | Khác1   | Khác1     | Tổng cộng | Tổng cộng |
| Mùa giải              | Câu lạc bộ            | Giải vô địch          | Số trận      | Bàn thắng    | Số trận               | Bàn thắng             | Số trận       | Bàn thắng     | Số trận  | Bàn thắng | Số trận | Bàn thắng | Số trận   | Bàn thắng |
| Nhật Bản              | Nhật Bản              | Nhật Bản              | Giải vô địch | Giải vô địch | Cúp Hoàng đế Nhật Bản | Cúp Hoàng đế Nhật Bản | Cúp Liên đoàn | Cúp Liên đoàn | AFC      | AFC       | Khác    | Khác      | Tổng cộng | Tổng cộng |
| --------------------- | --------------------- | --------------------- | ------------ | ------------ | --------------------- | --------------------- | ------------- | ------------- | -------- | --------- | ------- | --------- | --------- | --------- |
| 2007                  | Tokyo Verdy           | J2 League             | 6            | 0            | 1                     | 0                     | –             | –             | –        | –         | –       | –         | 7         | 0         |
| 2008                  | Tokyo Verdy           | J1 League             | 21           | 1            | 1                     | 0                     | 2             | 0             | –        | –         | –       | –         | 24        | 1         |
| 2009                  | Tokyo Verdy           | J2 League             | 47           | 7            | 1                     | 0                     | –             | –             | –        | –         | –       | –         | 48        | 7         |
| 2010                  | Tokyo Verdy           | J2 League             | 35           | 3            | 1                     | 0                     | –             | –             | –        | –         | –       | –         | 36        | 3         |
| 2011                  | Kawasaki Frontale     | J1 League             | 31           | 1            | 3                     | 0                     | 2             | 0             | –        | –         | –       | –         | 36        | 1         |
| 2012                  | Kawasaki Frontale     | J1 League             | 8            | 0            | –                     | –                     | 5             | 0             | –        | –         | –       | –         | 13        | 0         |
| 2012                  | Tokyo Verdy           | J2 League             | 13           | 0            | 1                     | 0                     | –             | –             | –        | –         | –       | –         | 14        | 0         |
| 2013                  | Tokushima Vortis      | J2 League             | 38           | 6            | 1                     | 0                     | –             | –             | –        | –         | 2       | 0         | 41        | 6         |
| 2014                  | Sanfrecce Hiroshima   | J1 League             | 22           | 1            | 1                     | 0                     | 4             | 0             | 7        | 1         | 1       | 0         | 35        | 2         |
| 2015                  | Sanfrecce Hiroshima   | J1 League             | 27           | 6            | 0                     | 0                     | 2             | 0             | –        | –         | 3       | 0         | 32        | 6         |
| 2016                  | Sanfrecce Hiroshima   | J1 League             | 34           | 8            | 2                     | 1                     | 2             | 1             | 4        | 1         | 1       | 0         | 43        | 11        |
| Tổng cộng sự nghiệp   | Tổng cộng sự nghiệp   | Tổng cộng sự nghiệp   | 282          | 33           | 12                    | 1                     | 17            | 1             | 11       | 2         | 7       | 0         | 329       | 37        |

1Bao gồm J2 Playoffs, Siêu cúp Nhật Bản, J. League Championship và Giải bóng đá Cúp câu lạc bộ thế giới.